# Cyclosa rubronigra
Cyclosa rubronigra là một loài nhện trong họ Araneidae.
Loài này thuộc chi Cyclosa. Cyclosa rubronigra được Lodovico di Caporiacco miêu tả năm 1947.